# August Lebrecht Stettin
August Lebrecht Stettin (* 8. September 1725 in Halle (Saale); † 5. September 1779 in Ulm) war ein deutscher Buchhändler und Verleger.

## Leben
Stettin arbeitete zunächst in Stuttgart als Partner von Johann Benedict Metzler in der J. B. Metzler’sche Verlagsbuchhandlung. 1766 ging er nach Ulm, wo er die Gaum’sche Buchhandlung übernahm, die fortan als Stettinische Buchhandlung firmierte und bis 1876 bestand. Um dieselbe Zeit hatte er sich mit Euphrosine Regine Baur vermählt.
Er gilt als einer der bedeutendsten Buchhändler der zweiten Hälfte des 18. Jahrhunderts. Unter anderem verlegte er mehrere Zeitschriften und Christian Friedrich Sattlers Geschichte Württemberg’s unter der Regierung der Graven und Geschichte Württemberg’s unter der Regierung der Herzogen.
Stettin wurde am 8. September 1779 in Ulm beigesetzt.